# Honnebagi, Chiknayakanhalli
Honnebagi là một làng thuộc tehsil Chiknayakanhalli, huyện Tumkur, bang Karnataka, Ấn Độ.